# Marvin Hamlisch
Marvin Hamlisch (Nueva York, Estados Unidos, 2 de junio de 1944 - Los Ángeles, ibíd., 6 de agosto de 2012) fue un compositor, director y pianista estadounidense, uno de los diecisiete artistas que han ganado los cuatro premios fundamentales del espectáculo estadounidense: Grammy, Emmy, Tony y Oscar. Compuso la música de A Chorus Line, ganadora del Premio Pulitzer y de nueve premios Tony, que alcanzó más de 6000 representaciones en Broadway entre 1975-1990 y que fue, hasta el año 2011, el musical con mayor cantidad de representaciones en la historia.

## Trayectoria
Hijo de inmigrantes vieneses judíos, fue un niño prodigio y aceptado a los siete años en la Juilliard School of Music. 
Se inició como pianista de Barbra Streisand en Funny Girl y arreglando las composiciones de cantantes de la época y posteriormente colabora con Quincy Jones y Liza Minnelli. Empezó a componer y a dedicarse a Broadway con el estreno de varios musicales, siendo los más conocidos A Chorus Line y Smile. 
Fue el único compositor que ganó, en una misma ceremonia de entrega de Oscars, los tres dedicados a la música: mejor banda sonora original, banda sonora adaptada y mejor canción, en 1973.
Colaboró con Woody Allen, Barbra Streisand e incluso en la serie de películas de James Bond. Obtuvo 2 Premio Oscar, en el apartado de la mejor música, con Tal como éramos (1973) por la mejor banda sonora original y El golpe (1973) por la mejor música adaptada. También fue nominado en 2 ocasiones más por La espía que me amó (1977) y La decisión de Sophie (1982).
También destacó con sus canciones en películas, colaborando entre otros con Alan y Marilyn Bergman, Barbra Streisand, Johnny Mercer, Carole Bayer Sanger o Bryan Adams. Gracias a esta colaboración recibió también numerosas nominaciones, exactamente ocho, a la mejor canción en las películas: Señor Kotcher (1971), Tal como éramos (1973), La espía que me amó (1977), El próximo año, a la misma hora (1978), Castillos de hielo (1979), A Chorus Line (1985), Shirley Valentine (1989) y El amor tiene dos caras (1996), obteniéndolo únicamente con Tal como éramos (1973).

## Filmografía (no completa)
- 1968 - El nadador (The Swimmer)
- 1969 - Robó, huyó y lo pescaron / Toma el dinero y corre (Take the Money and Run)
- 1971 - La primera ametralladora del Oeste (Something Big)
- 1971 - Señor Kotcher (Kotch) — Canción «Life Is What You Make It» nominada al Óscar a la mejor canción original
- 1971 - Bananas / La locura está de moda (Bananas)
- 1972 - Guerra entre hombres y mujeres
- 1973 - Salvad al tigre (Save the Tiger) # Con Goodman & Mundy
- 1973 - Nuestros años felices / Tal como éramos (The Way We Were) — Óscar a la mejor banda sonora original y la canción The Way We Were, Óscar a la mejor canción original
- 1973 - El golpe (The Sting) — Óscar a la mejor adaptación musical (Música de Scott Joplin)
- 1975 - El prisionero de la Segunda Avenida (The Prisoner of Second Avenue)
- 1977 - La espía que me amó (The Spy Who Loved Me) — Nominación al Óscar a la mejor banda sonora original y la canción «Nobody Does It Better» nominada al Óscar a la mejor canción original
- 1978 - El próximo año a la misma hora (Same Time, Next Year) — Canción «The Last Time I Felt Like This» nominada al Óscar a la mejor canción original
- 1979 - Castillos de hielo (Ice Castles) — Canción «Through the Eyes of Love» nominada al Óscar a la mejor canción original
- 1979 - Capítulo dos (Chapter Two)
- 1980 - Gente como uno / Gente corriente (Ordinary People)
- 1981 - Dinero caído del cielo (Pennies from Heaven) # Con Billy May
- 1982 - La decisión de Sophie (Sophie's Choice) — Nominación al Óscar a la mejor banda sonora original
- 1985 - D.A.R.Y.L.
- 1985 - A Chorus Line — Canción «Surprise Surprise» nominada al Óscar a la mejor canción original
- 1987 - Tres hombres y un bebé (Three Men and a Baby)
- 1988 - Espías sin identidad (Little Nikita)
- 1989 - El asesino del calendario (The January Man)
- 1989 - Yo amo a Shirley Valentine (Shirley Valentine) — Canción «The Girl Who Used To Be Me» nominada al Óscar a la mejor canción original
- 1989 - Los expertos (The Experts)
- 1991 - Frankie y Johnny (Frankie and Johnny)
- 1996 - El amor tiene dos caras / El espejo tiene dos caras (The Mirror Has Two Faces) — Canción «I Finally Found Someone» nominada al Óscar a la mejor canción
- 2013 - Detrás del candelabro (Behind the Candelabra)
- 2013 - Marvin Hamlisch: What He Did for Love - Material de archivo

## Publicaciones
- Hamlisch, Marvin (1992). The Way I Was. Scribner; 1st edition ISBN 0-684-19327-2
- Mandelbaum, Ken (1990). A Chorus Line and the Musicals of Michael Bennett. St Martins Press ISBN 0-312-04280-9
- Viagas, Robert (1990). On the Line - The Creation of A Chorus Line. Limelight Editions; 2nd edition ISBN 0-87910-336-1
- Kelly, Kevin (1990). One Singular Sensation: The Michael Bennett Story. New York: Doubleday. ISBN 0-385-26125-X.
- Stevens, Gary (2000). The Longest Line: Broadway's Most Singular Sensation: A Chorus Line. Applause Books ISBN 1-55783-221-8
- Flinn, Denny Martin (1989). What They Did for Love: The Untold Story Behind the Making of "A Chorus Line."' Bantam ISBN 0-553-34593-1

## Premios y distinciones
Premios Óscar
| Año  | Categoría                             | Canción                               | Película                       | Resultado |
| ---- | ------------------------------------- | ------------------------------------- | ------------------------------ | --------- |
| 1972 | Mejor canción original                | «Life Is What You Make It»            | Kotch                          | Nominado  |
| 1974 | Mejor banda sonora dramática original | Mejor banda sonora dramática original | Tal como éramos                | Ganador   |
| 1974 | Mejor canción original                | «The Way We Were»                     | Tal como éramos                | Ganador   |
| 1974 | Mejor orquestación                    | Mejor orquestación                    | The sting                      | Ganador   |
| 1978 | Mejor banda sonora dramática original | Mejor banda sonora dramática original | La espía que me amó            | Nominado  |
| 1978 | Mejor orquestación                    | "Nobody Does It Better"               | La espía que me amó            | Nominado  |
| 1979 | Mejor canción original                | The last time I felt like this        | El próximo año a la misma hora | Nominado  |
| 1980 | Mejor canción original                | Through the Eyes of Love              | Castillos de hielo             | Nominado  |
| 1983 | Mejor banda sonora original           | -                                     | La decisión de Sophie          | Nominado  |
| 1986 | Mejor canción original                | «Surprise Surprise»                   | A Chorus Line                  | Nominado  |
| 1990 | Mejor canción original                | «The Girl Who Used to Be Me»          | Shirley Valentine              | Nominado  |
| 1997 | Mejor canción                         | I Finally Found Someone               | El amor tiene dos caras        | Nominado  |